# Polemică
Polemica (greacă : πολεμικός , polemikós = dușmănos) este o discuție în contradictoriu, luptă de |idei, controversă, dezbatere critică, combativă, contradictorie pe o temă literară, științifică, politică, religioasă sau pe alte teme. Persoana care susține o polemică este  polemist.  
În decursul istoriei, termenul a avut un alt sens. Inițial, dezbaterile polemice aveau loc pe teme de artă, literare sau științifice; ele erau considerate ca ceartă, act prin care interlocutorul se considera jignit, neîndreptățit, fiind dornic de revanșare. Este important de subliniat că polemica nu este, totuși, sinonimă cu un discurs ostil. Multe opere literare s-au născut în contextul polemicii, luând apărarea sau respingând o teză determinată. Unii autori clasici cum au fost Cicero sau Sfântul Augustin au elaborat opere notabile care se înscriu în polemici politice și religioase.

## Polemic
Adjectivul polemic are un caracter înglobant. Pentru juristul german Carl Schmitt și pentru discipolul său francez Julien Freund polemicul caracterizează politicul (înțeles în sens înglobant). Pentru acești doi autori, caracterul polemic este recunoscut prin polarizarea amic/inamic, ceea ce ar constitui chiar principiul politicii.
Polemicul este un discurs sau un text agresiv care atacă puternic o poziție sau o persoană.. Polemica a jucat un rol semnificativ în dezbaterile intelectuale și politice de-a lungul istoriei. Polemic înseamnă privitor la polemică, critic, combativ, contradictoriu. .  